# Cuatro Fuentes

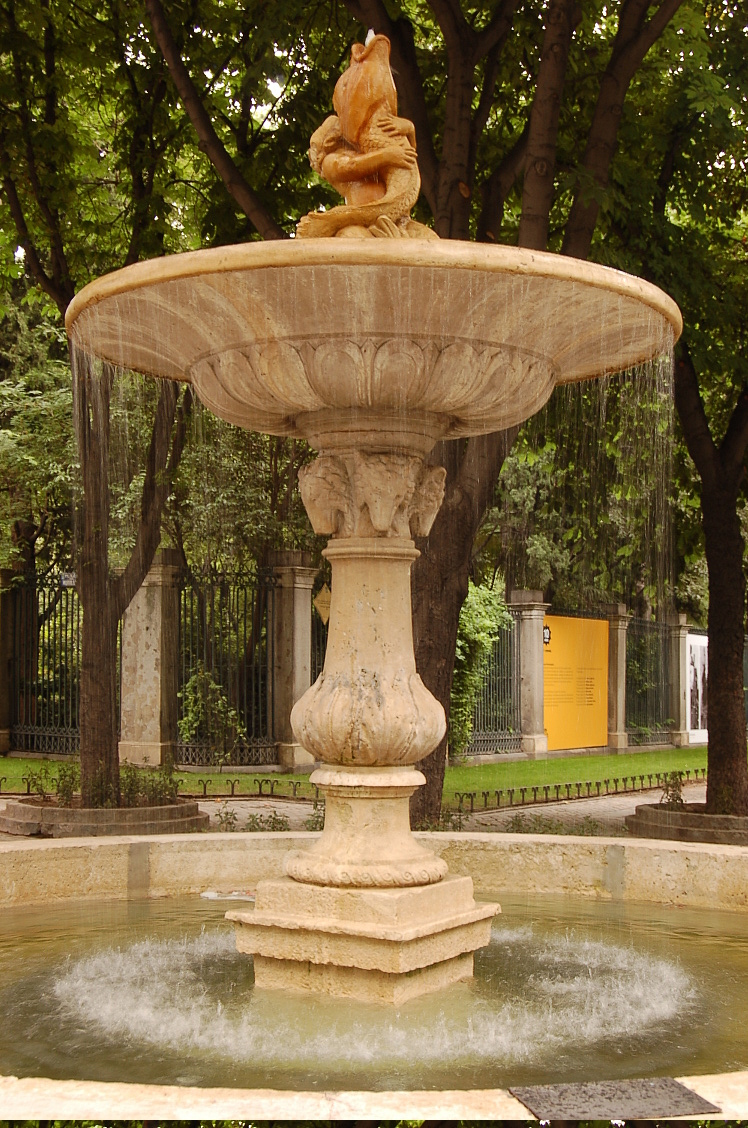
Vista de una de las Cuatro Fuentes, situadas en el Paseo del Prado, de Madrid.

Las Cuatro Fuentes, también conocidas como Las Fuentecillas, se encuentran en la confluencia de la plaza de Murillo con el Paseo del Prado, en la zona conocida como Madrid de los Borbones, uno de los principales focos turísticos de esta ciudad española. Dos se hallan en la acera del Museo del Prado y las otras dos se sitúan enfrentadas en la mediana peatonal del Paseo del Prado, formando las cuatro un cuadrado imaginario, que queda atravesado por una de las calzadas de esta avenida, reservada al tráfico rodado. 

## Historia

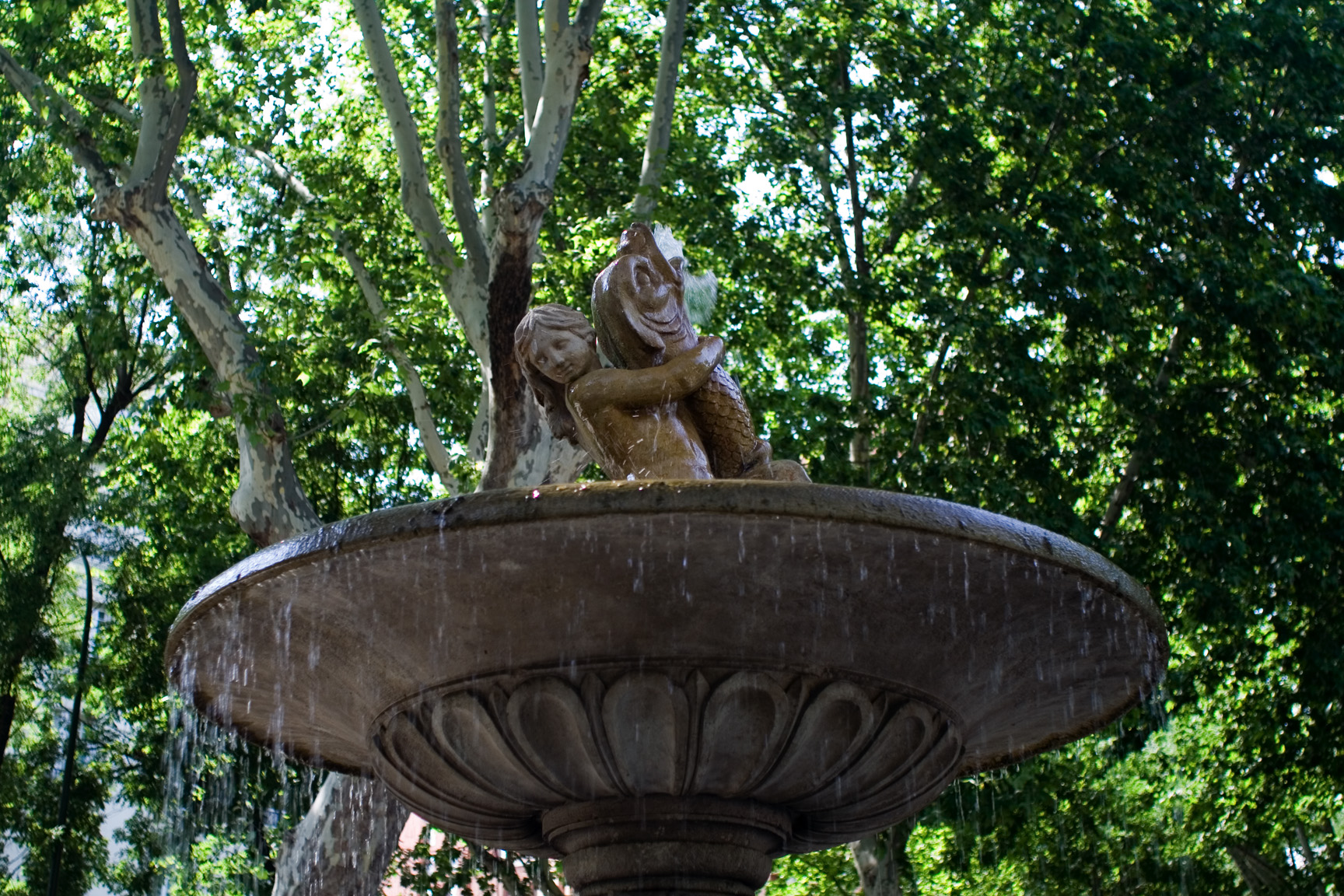
Detalle del grupo escultórico.

Fueron levantadas en el último tercio del siglo XVIII, según un diseño del arquitecto Ventura Rodríguez. Formaban parte del proyecto urbanístico del Salón del Prado, una zona ajardinada y ornamental, flanqueada por diversos edificios dedicados a la cultura y a la divulgación científica, que fue impulsada por el rey Carlos III. 
De esta iniciativa surgieron conjuntos escultóricos como las fuentes de Cibeles, de Neptuno y de Apolo, así como el edificio principal del Museo del Prado, la obra maestra del arquitecto Juan de Villanueva.
Las fuentes fueron labradas por los escultores Narciso Aldebó, José Rodríguez, Roberto Michel, Francisco Gutiérrez Arribas y Alfonso Giraldo Bergaz. Estos dos últimos se encargaron de los grupos escultóricos principales, a partir del diseño realizado por Ventura Rodríguez en 1781.

## Descripción

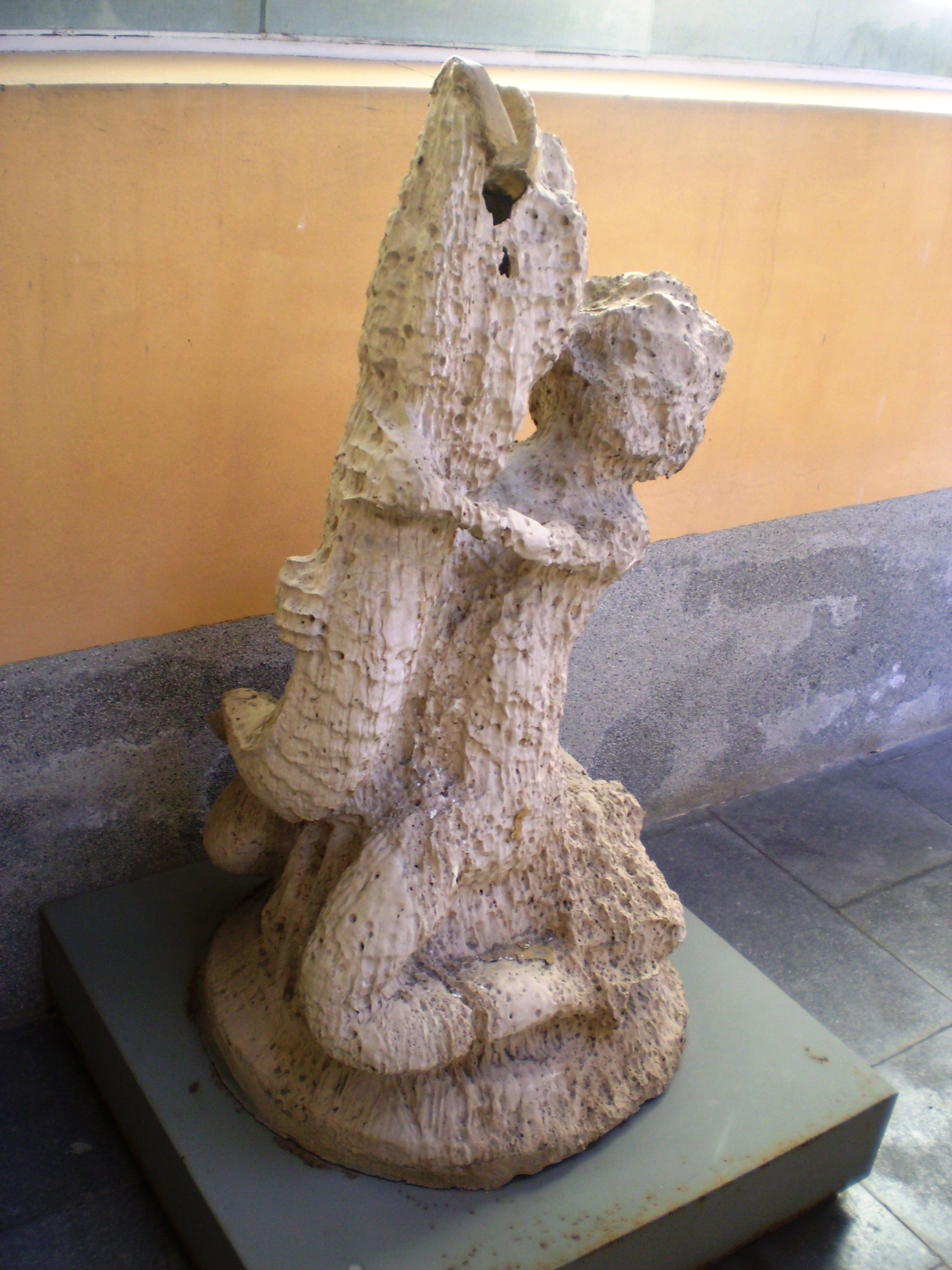
Grupo escultórico original de las Cuatro Fuentes, que se conserva en el Museo de los Orígenes, de Madrid.

Se trata de cuatro fuentes de pequeñas dimensiones, que presentan una factura idéntica. Están construidas en piedra de caliza, procedente de las canteras de Colmenar de Oreja (Madrid). 
Cada una de ellas consta de un pilón circular, sobre el que se asienta una columna labrada, en la que aparecen esculpidos diferentes motivos alusivos al escudo heráldico de Madrid, caso de varias cabezas de oso.
Cada fuente aparece rematada por una taza, en la que descansa la escultura de un tritón niño, obra de los citados Gutiérrez y Giraldo, que descansa sobre la taza. Los surtidores de agua están instalados en la boca de un delfín, al que se abraza cada tritón. 
En 1996, los grupos escultóricos originales fueron sustituidos por réplicas en resina epoxídica, dado su mal estado de conservación. Actualmente se exhiben en el Museo de los Orígenes, de Madrid. Al ser retiradas las piezas originales se procedió también a la eliminación del pavimento de adoquín que había en el tramo de los carriles del Paseo del Prado situado entre ellas, y que era objeto de continuas quejas por parte de los conductores, implantándose en su lugar un pavimento asfáltico.